# 雷根氏短額鮃
雷根氏短額鮃為輻鰭魚綱鰈形目鰈亞目鮃科的其中一種，為亞熱帶海水魚，分布於東南太平洋復活節島海域，體長可達3.9公分，棲息在底層水域，生活習性不明。

## 扩展阅读
維基物種上的相關：雷根氏短額鮃